# Nintendo DS
Nintendo DS (engl. Nintendo Double Screen ili NDS) je ime dlanovne igraće konzole koju je na tržište izbacila japanska tvrtka Nintendo kao dlanovnu konzolu 7. generacije.
Uređaj je krenuo u prodaju 21. studenog 2004. godine u Sjevernoj Americi, 2. prosinca 2004. godine u Japanu, 24. veljače 2005. godine u Australiji te 11. ožujka 2005. godine u Europi.

## Inačice konzole
- DS; DS Lite (DS Lite je kompaktniji model i ima svjetliji zaslon)
- DSi; DSi XL (DSi je jači od DS i DS Light i ima prednju i stražnju kameru, no ne podržava Game Boy Advance igre; DSi XL ima veći zaslon)

## Značajke
Nintendo DS ima dva zaslona, a donji je osjetljiv na dodir. Također ima i mikrofon koji se koristi u nekim igrama poput WarioWare: Touched! i Nintendogs. Nintendo DS je prva Nintendova dlanovna konzola koja je imala pristup internetu i zahvaljujući tome neke igre imaju multiplayer mod. Nintendo DS koristi online servis Nintendo Wi-Fi koji je prestao s radom u 2014. Taj online servis je dijelio s Wii-om.

## Utjecaj
Nintendo DS je druga najprodavanija konzola svih vremena (iza PS2), te najprodavanija dlanovna konzola.